# World Championship of Custom Bike Building
Die World Championship of Custom Bike Building (dt.: Weltmeisterschaft im Custombike Bau) ist ein jährlicher Wettbewerb in Sturgis in den Vereinigten Staaten, der vom Fachmagazin American Motorcycle Dealer (AMD) veranstaltet wird.
Die Hauptveranstaltung findet auf der Sturgis Motorcycle Rally statt, die mit etwa einer halben Million Besuchern neben der Daytona Beach Bike Week die größte Motorradveranstaltung der Welt ist.

## Deutsche Beteiligung
- 2005

Habermann-Performance (Langenau, Baden-Württemberg) wurde mit dem Bike Caligo im Jahr 2005 Europameister. Bei der anschließenden WM wurde es auf Platz 17 gewählt.
- 2006

Thunderbike (Hamminkeln) konnte bei der Weltmeisterschaft 2006 mit dem Bike Spectacula den zweiten Platz in der Hauptklasse Freestyle erzielen. Bei der vorherigen EM erzielte es den ersten Platz.
- 2008

Thunderbike wurde mit der Open Mind erneut Europameister und bei der anschließenden Weltmeisterschaft Fünfter in der Freestyle-Klasse. TGS Motorcycles wurde mit der Seppster 2 Ice Racer in diesem Jahr Dritter.
- 2009

TGS Motocycles (Witzmannsberg) konnte bei der Weltmeisterschaft den neunten Platz erreichen.
Thunderbike wurde mit der Build a Billy, einem Live auf der Custombike-Messe in Bad Salzuflen gebauten Motorrad, Europameister in der "modified Harley"-Klasse.
- 2012

Thunderbike (Andreas Bergerforth) wurde mit der PainTTless Weltmeister in der Freestyle Klasse. Uwe Ehinger wurde Zweiter in der Klasse "Modified Harley".

## Klassen
- Freestyle (World Championship) – Die Freestyle Klasse akzeptiert alle Motorräder mit jeder erdenklichen Modifikation. Der Sieger dieser Klasse wird zum offiziellen Weltmeister ernannt.
- Modified Harley-Davidson – Rahmen und Motor müssen vom Hersteller Harley-Davidson stammen. Bei den sonstigen Modifikationen und Designs ist alles erlaubt.
- Production Manufacturer – Diese Klasse beinhaltet Motorräder aus Kleinserien von mindestens 50 Stück / Jahr.
- Metric World Championship – In der Metric Klasse treten ausländische Motorräder an.

## Qualifikation
Hersteller der Custombikes können sich mit dem Sieg bei einer von 13 jährlichen Veranstaltungen (z. B. Cologne Custom Championship auf der Intermot,Köln) in der ganzen Welt qualifizieren. Europameister sind automatisch für die Weltmeisterschaft qualifiziert und erhalten als Preisgeld die Reisekosten erstattet, so dass auch kleinere Hersteller eine Chance zur Teilnahme erhalten.
Sieger der folgenden Veranstaltung können sich für die Europa- oder Weltmeisterschaft qualifizieren:
- Arneitz Custom Show[8] – Faaker See, Österreich
- Bigtwin Bikeshow & Expo[9] – Rosmalen, Niederlande
- Cool Breaker Custom Show[10] – Yokohama, Japan
- Gold Coast Bike Week – Carrara, Queensland, Australien
- Cologne Custom Championship[11] – Köln, Deutschland
- Irish Motorbike & Scooter Show[12] – Dublin, Irland
- Llunatica Benicassim[13] – Benicàssim, Spanien
- Mad Builders Custom Show – Jocotepec, Mexiko
- Moscow Custom & Tuning Show[14] – Moskau, Russland
- Moto Clube Faro Bike Show[15] – Faro, Portugal
- Motor Bike Expo[16] Verona, Italien
- Swedish Custom Bike Show[17] – Norrtälje, Schweden
- Viva La Clusaz! – La Clusaz, Frankreich